# Kapelle Esperke

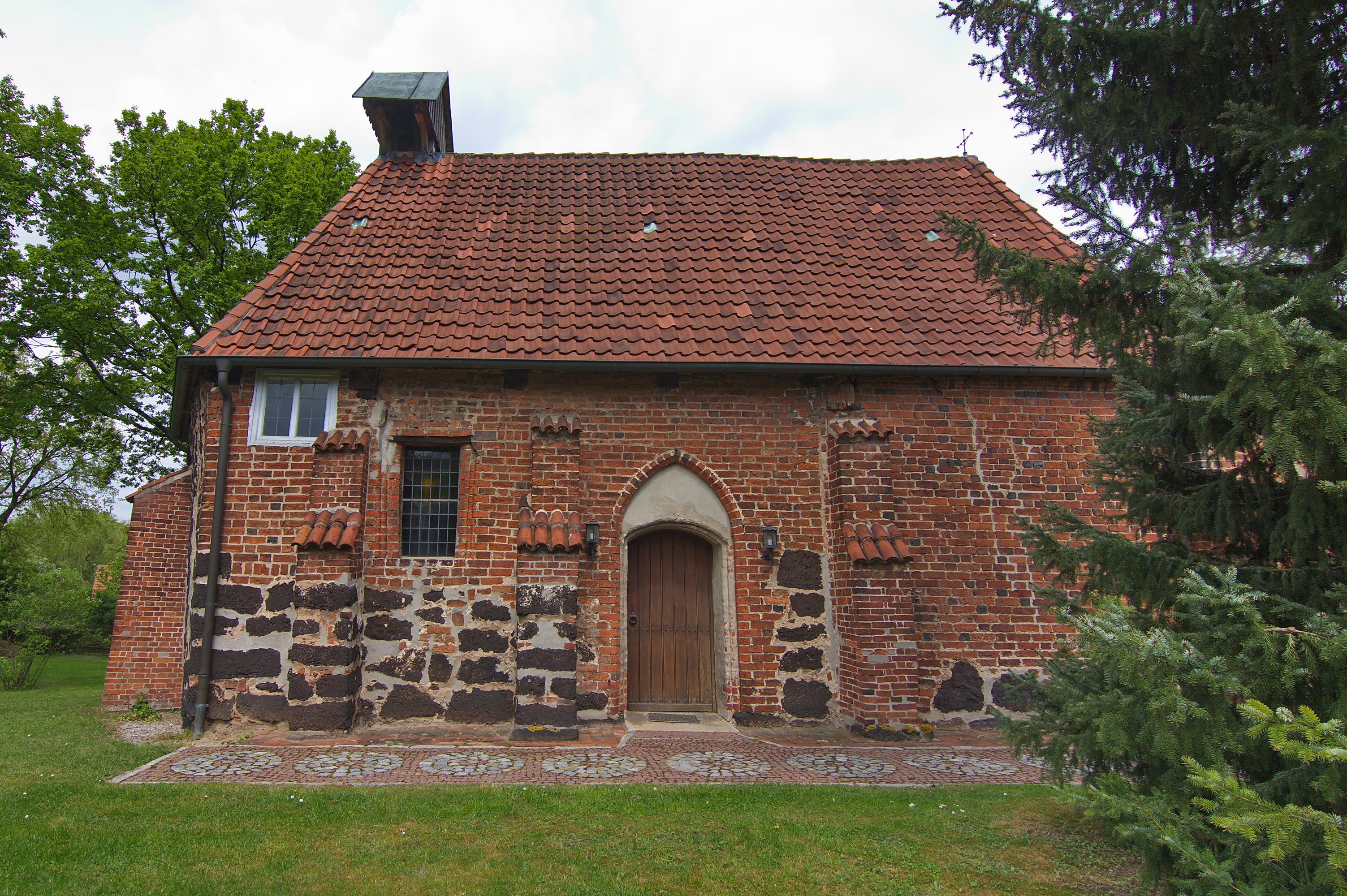
Kapelle Esperke

Die denkmalgeschützte Kapelle Esperke steht in Esperke, einem Ortsteil der Stadt Neustadt am Rübenberge in der Region Hannover in Niedersachsen. Die Kapellengemeinde gehört zur Kirchengemeinde Niedernstöcken im Kirchenkreis Neustadt-Wunstorf im Sprengel Hannover der Evangelisch-lutherischen Landeskirche Hannovers.

## Beschreibung
Die heutige spätgotische Kapelle wurde an der Stelle eines älteren Vorgängerbaus in der ersten Hälfte des 15. Jahrhunderts errichtet. 1685 wurde sie grundlegend renoviert. Die nach Nordosten ausgerichtete, mit einem Walmdach bedeckte Saalkirche aus Raseneisenstein und Ziegelmauerwerk, deren Wände von Strebepfeilern gestützt werden, hat einen 3/8-Schluss des Chors, der im Innern gewölbt ist. Aus dem Dach erhebt sich ein Dachreiter, in dem die Kirchenglocke von 1756 hängt. An der Nordseite befand sich früher eine Sakristei, die abgebrochen wurde. An der Südseite befindet sich ein spitzbogiges Portal. 
Der Innenraum wird durch eine flache Holzbalkendecke überspannt. Im Chor und im anschließenden Joch des Langhauses ist das gebuste Kreuzgewölbe erhalten geblieben. 1842 wurde eine Prieche eingebaut, die sich früher in der Kirche von Niedernstöcken befand. 
Zur Kirchenausstattung gehören die Reste eines klassizistischen Kanzelaltars. Das Altarretabel wurde 1956 beseitigt und die Kanzel an der Südseite des Chors aufgestellt. Das spätgotische Taufbecken wurde 1956 auf einem schlichten Sandsteinsockel gestellt. Die hölzerne Pietà stammt aus der Mitte des 15. Jahrhunderts. Die farbig gefasste Statue des Apostels Thomas ist frühgotisch. 1985 kaufte die Kapellengemeinde bei den Gebrüder Hillebrand eine gebrauchte Truhenorgel, die um 1961 Michael Becker Orgelbau gebaut hatte.